# Clive Wright
Clive George Wright, Jr. (ur. 18 listopada 1965 w Dover w regionie Saint Mary) – jamajski lekkoatleta specjalizujący się w biegach sprinterskich, dwukrotny uczestnik letnich igrzysk olimpijskich (Seul 1988, Barcelona 1992).

## Sukcesy sportowe
W latach 1987, 1988, 1989 oraz 1992 czterokrotnie zdobył tytuł mistrza Jamajki w biegu na 200 metrów. Dwukrotnie zdobył medale mistrzostw Ameryki Środkowej i Karaibów w biegu na 200 metrów: złoty (1987) oraz srebrny (1989). W 1987 r. zdobył w Rzymie brązowy medal mistrzostw świata w biegu sztafetowym 4 × 100 metrów (wspólnie z Johnem Mairem, Andrew Smithem i Rayem Stewartem). W 1988 r. startował w konkurencji biegu na 200 metrów podczas olimpiady w Seulu, awansując do ćwierćfinału. Był również uczestnikiem biegu sztafetowego 4 × 100 metrów, w którym jamajscy sprinterzy zajęli 4. miejsce. W 1990 r. zdobył w Auckland dwa brązowe medale na Igrzyskach Wspólnoty Narodów, w biegach sztafetowych 4 × 100 metrów oraz 4 × 400 metrów. W 1992 r. w Barcelonie po raz drugi w karierze uczestniczył w igrzyskach olimpijskich, awansując do półfinału biegu na 200 metrów, w którym zajął 7. miejsce.

## Rekordy życiowe
- bieg na 100 metrów – 10,26 – Kingston 16/04/1988
- bieg na 200 metrów – 20,50 – Kingston 26/06/1987
- bieg na 200 metrów (hala) – 21,17 – Boston 25/01/1987